# Crown Point (New York)
Crown Point è una città (town) statunitense appartenente alla contea di Essex, nello stato di New York.
Si trova sulla sponda occidentale del Lago Champlain. Nel 2010 la sua popolazione ammontava a 2 024 abitanti. Il nome della città è la traduzione letterale del francese Pointe à la Chevelure.
La città si trova all'estremità della contea di Essex. Dista 60 chilometri a sud-ovest di Burlington, 85 chilometri a nord-est di Queensbury, 190 chilometri a sud di Montréal (Canada) e 172 chilometri a nord di Albany.
Crown Point è città originale della contea di appartenenza, fu fondata nel 1786, prima ancora che quest'ultima nascesse. Parti di Crown Point furono successivamente scorporate per formare le città di Elizabethtown (1798) e Willsboro (1788).